# Coelalysia tanzaniae
Coelalysia tanzaniae är en stekelart som beskrevs av Fischer 2006. Coelalysia tanzaniae ingår i släktet Coelalysia och familjen bracksteklar. Inga underarter finns listade i Catalogue of Life.